# Sorcerer (película)
Sorcerer (en España: Carga maldita, en Latinoamérica: El salario del miedo) es una película estadounidense de suspenso de 1977, producida y dirigida por William Friedkin y basada en la novela El salario del miedo (Le Salaire de la peur), de Georges Arnaud.
Protagonizada por Roy Scheider, Bruno Cremer, Francisco Rabal y Amidou en los papeles principales, se trata de una nueva versión de la cinta El salario del miedo, dirigida por Henri-Georges Clouzot en 1953.

## Argumento

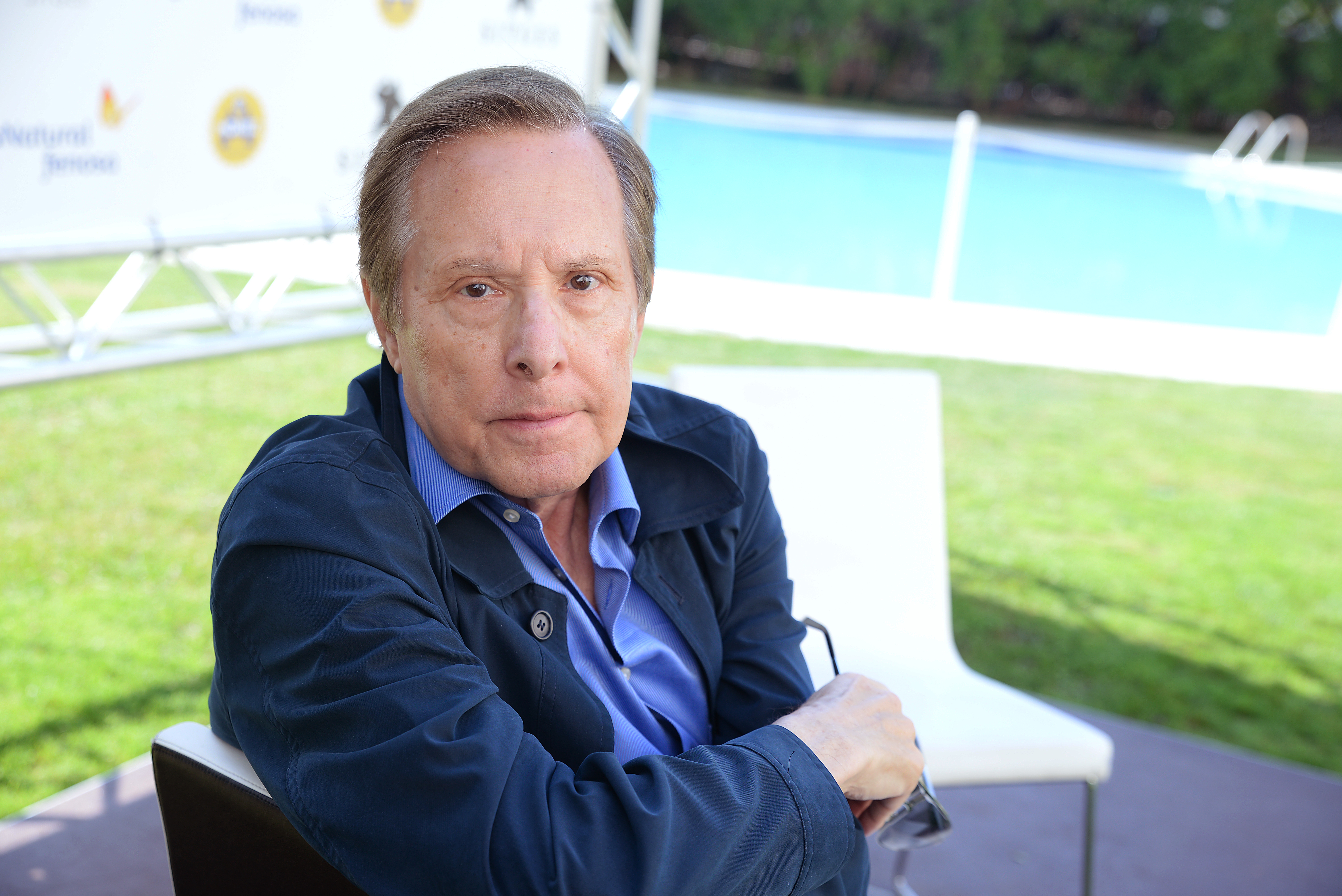
William Friedkin, director de la película

Cuatro fugitivos de la ley, de distintas nacionalidades, llegan a refugiarse por distintas circunstancias a un pueblo remoto en Sudamérica el cual sobrevive de la única fuente de trabajo, las instalaciones de una compañía petrolífera. Un pozo petrolífero ubicado a unos 300 km de distancia se incendia y la única posibilidad de extinguirlo es con explosivos. La compañía busca a cuatro hombres que puedan conducir camiones pesados, para trasladar cajones con cartuchos de dinamita hasta el pozo incendiado. Se presentan numerosos postulantes, quedando al final elegidos los cuatro extranjeros. El salario ofrecido son 10 000 dólares y un pasaporte legal para cada uno, con el cual podrían abandonar el país y retomar sus vidas. 
Se alistan dos camiones y en la madrugada del día de la partida solo se presentan tres de ellos, ya que el cuarto conductor ha sido asesinado. La compañía lo reemplaza por el siguiente postulante, y el convoy parte. Deben recoger los cajones con dinamita de un depósito cerca del camino. Al llegar al depósito descubren que la dinamita ha sido mal almacenada, lo que había provocado que los cartuchos exudaran nitroglicerina, transformando la carga explosiva en un material inestable que podría detonar con un golpe o por alguna vibración. Los choferes deciden continuar el viaje, llevando la peligrosa carga. Así, se van encontrando con distintos obstáculos: un puente colgante en mal estado el cual deben cruzar en medio de una lluvia torrencial, un enorme árbol caído que yace cruzando el camino, y para rematar se encuentran con un grupo de bandoleros. Algunos llegan a su destino, mientras que otros pagan con su vida.

## Reparto
- Roy Scheider como Frank Scanlon/"Domínguez"
- Bruno Cremer como Victor Manzon/"Serrano"
- Francisco Rabal como Nilo
- Amidou - Kassem/"Martínez"
- Ramón Bieri como Corlette
- Peter Capell como Lartigue
- Karl John como "Márquez"
- Friedrich von Ledebur como "Carlos"
- Chico Martínez como Bobby Del Ríos
- Joe Spinell como Spider
- Rosario Almontes como Agrippa
- Richard Holley como Billy White
- Jean-Luc Bideau como Pascal
- Jacques François como Lefevre
- André Falcon como Guillot
- Gerard Murphy como Donnelly
- Desmond Crofton como Boyle
- Henry Diamond como Murray
- Ray Dittrich como Ben
- Frank Gio como Marty
- Randy Jurgensen como Vinnie
- Cosmo Allegretti como Carlo Ricci

## Producción
Coproducción entre Paramount Pictures, Universal Pictures y Film Properties International, la cinta se basa en la novela El salario del miedo (Le Salaire de la peur), escrita en 1950 por el francés Georges Arnaud. Filmada en localizaciones de República Dominicana, se trata de un remake de la película francesa El salario del miedo (1953), dirigida por Henri-Georges Clouzot y protagonizada originalmente por Yves Montand.
Durante su estreno se divulgaron las dificultades con que se encontró el equipo de filmación y el director James Friedkin para llevar a cabo el proyecto, incluyendo diferentes criterios en el montaje de la película o un rodaje que se alargó en exceso. También se destacó el hecho de que su estreno se produjera una semana después del estreno de Star Wars, de George Lucas, penalizando su recorrido comercial.

"Atreverse con el clásico francés era una empresa de envergadura, ya no sólo por el hecho de intentar igualar algo tan perfecto como esa película, sino por el hecho de que Friedkin quería hacerlo a lo grande. Teniendo el visto bueno del propio Clouzot, Friedkin empezó a tener problemas ya en la elección de actores. Para el personaje central quería a Steve McQueen, quien lo rechazó porque no se le pudo dar un papel a su compañera por aquel entonces, Ali MacGraw. Lo intentó con Clint Eastwood y Jack Nicholson, e incluso con Paul Newman. Actores como Gene Hackman lo rechazaron por considerar el guion demasiado violento, o Kris Kristofferson, que alegó no estar preparado para una película de semejantes aspiraciones y presupuesto (...). Al final Roy Scheider fue el elegido, ya había trabajado con Friedkin y se encontraba en la cima de su carrera gracias a Tiburón.
Alberto Abuín (Espinof.com) 

La banda sonora fue compuesta por el grupo alemán de música electrónica Tangerine Dream, integrado entonces por Edgar Froese, Christopher Franke y Peter Baumann, en la que fuera su primera banda sonora encargada por un estudio de Hollywood. La banda sonora, denominada Sorcerer, también se publicó posteriormente a su estreno comercial en cines. En 2014 el grupo también realizó una nueva regrabación completa de la banda sonora, incluyendo material inédito y piezas descartadas en el montaje original, denominada Sorcerer 2014.

## Premios y nominaciones
La cinta obtuvo diferentes reconocimientos tanto durante su estreno comercial inicial como en su edición en DVD realizada en 2014.
Premios Óscar de 1978
- Nominada a mejor sonido: Robert Knudson, Robert Glass, Richard Tyler y Jean-Louis Ducarme

Festival Internacional de Melbourne de 2014
- Nominación al premio People's Choice

Premios Saturn de la Academia de Ciencia Ficción, Fantasía y Terror de 2015
- Nominación al premio Saturn a la mejor edición en DVD/Blu-ray

## Recepción
Sorcerer tiene valoraciones positivas en los portales cinematográficos más habituales en el género. En IMDb, con 16.206 valoraciones, posee una puntuación de 7,7 sobre 10. En FilmAffinity, con 1.034 valoraciones, tiene una puntuación de 6,8 sobre 10. En Rotten Tomatoes obtiene una calificación de "fresco" por parte del 79% de los críticos, con 38 análisis realizados, y una aprobación del 83% de la audiencia, basándose en 3787 valoraciones.